# Rete filoviaria di Dayton

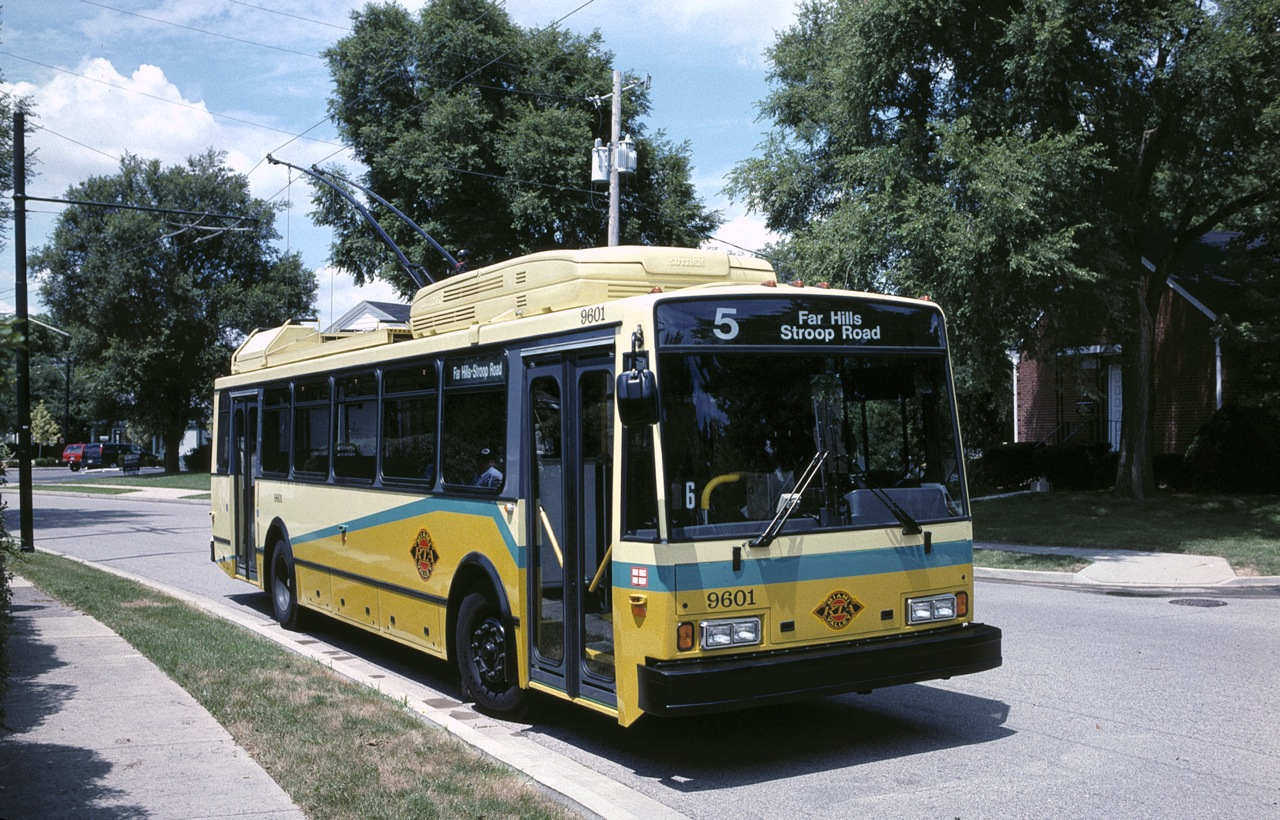
Il primo filobus Skoda nel 1996

La rete filoviaria di Dayton (in inglese Dayton Trolleybus System, IPA: [deɪtən ˈtrɑlibʌs ˈsɪstəm]) è la rete di filobus a servizio della città di Dayton, nello Stato dell'Ohio. Entrata in servizio a partire dal 23 aprile 1933, è gestita dalla Greater Dayton Regional Transit Authority (GDRTA) dal 1972 e si compone di 7 linee.
È una delle sole cinque reti filoviarie in attività negli Stati Uniti d'America e nel 2015 con i suoi 2 693 400 passeggeri annuali è la quarta rete più utilizzata, davanti a solo quella della città di Boston.

## La rete
| Linea | Percorso                                       |
| ----- | ---------------------------------------------- |
| 1     | East Third Street ↔ West Third Street ↔ Drexel |
| 2     | Linden Avenue ↔ Otterbein ↔ Northwest Hub      |
| 3     | Wayne Avenue ↔ Eastown Hub ↔ Townview          |
| 4     | Townview ↔ Delphos ↔ Eastown Hub               |
| 5     | Valley Street ↔ Downtown Dayton ↔ Far Hills    |
| 7     | Main Street ↔ Downtown Dayton ↔ Watervliet     |
| 8     | Northwest Hub ↔ Lakeview ↔ Westown Hub         |